# محمد یزدی
محمد توکلی خیرخواه (۱۰ تیر ۱۳۱۰ – ۱۹ آذر ۱۳۹۹) مشهور‌ به‌ محمد یزدی، روحانی شیعه و سیاستمدار ایرانی بود که از ۱۳۹۳ تا ۱۳۹۵ به‌عنوان چهارمین رئیس مجلس خبرگان رهبری فعالیت کرد. او نمایندهٔ منتخب استان قم در مجلس خبرگان رهبری، دبیر جامعهٔ مدرسین حوزهٔ علمیهٔ قم و دبیر شورای عالی حوزه‌های علمیه بود. او پیش‌تر سابقهٔ عضویت در شورای نگهبان داشت و از ۱۳۶۸ تا ۱۳۷۸ به عنوان رئیس قوه قضائیه جمهوری اسلامی ایران فعالیت می‌کرد. یزدی نمایندهٔ استان تهران در دومین، سومین و چهارمین دورهٔ مجلس خبرگان رهبری بوده و در چهارمین دوره این مجلس برای یک سال ریاست این مجلس برعهده داشت.  
وی که از دورهٔ دوم مجلس خبرگان رهبری تا دورهٔ چهارم عضو آن بود، با ناکامی در انتخابات سال ۱۳۹۴ این مجلس، از راهیابی مجدد به آن بازماند و چهار سال بعد در انتخابات میان‌دوره‌ای این بار از قم موفق شد وارد این مجلس شود؛ با این حال پیش از تحلیف برای آغاز دورهٔ نمایندگی خود در خبرگان پنجم، درگذشت. 
وزارت خزانه‌داری ایالات متحده در فوریهٔ ۲۰۲۰، یزدی را به‌دلیل جلوگیری از انتخابات آزاد در ایران تحریم کرد. عباس پالیزدار، در سال ۱۳۸۷ او را به فساد مالی متهم کرد. یزدی در ۱۹ آذر ۱۳۹۹ درگذشت.

## سمت‌ها
- نمایندگی مجلس خبرگان قانون اساسی[۱۴]
- نمایندگی مجلس شورای اسلامی: یزدی در دور اول و دوم نماینده بوده و نایب رئیسی مجلس شورای اسلامی را داشته‌است.[۱۵] در انتخابات دوره سوم انتخاب نشد و سپس توسط سید روح‌الله خمینی به جای لطف الله صافی گلپایگانی، از اعضای شورای نگهبان شد.[۱۶]
- نمایندگی مجلس خبرگان رهبری: نمایندگی دوره دوم تا پایان دوره چهارم خبرگان و ریاست خبرگان در سال پایانی دوره چهارم.[۱۴]
- عضو فقهای شورای نگهبان (۶۸–۱۳۶۷ و ۹۹–۱۳۷۸): وی در ۴ تیرماه ۶۷ توسط سید روح‌الله خمینی به عضویت شورای نگهبان درآمد.[۱۷] و در تاریخ ۲۵ تیرماه سال ۱۳۹۲ با حکم رهبر ایران، به عنوان عضوی از فقهای شورای نگهبان در سمت خود ابقاء شد.[۱۸] در تاریخ ۱۱ آبان ۱۳۹۹ به دلیل کهولت سن، از عضویت استعفا داد و با حکم رهبر ایران  سید احمد خاتمی جایگزیان او شد.[۱۹]
- ریاست قوه قضائیه: (۱۳۶۸ تا ۱۳۷۸): او در زمان ریاست ده ساله‌اش بر قوه قضائیه از سال ۱۳۶۸ تا سال ۱۳۷۸ خورشیدی، با این توجیه که باید «مسائل بانوان را کسی محرم با او، به او منتقل کند»، دخترش را به عنوان «سرپرست امور بانوان دستگاه قضایی» منصوب کرده بود.[۲۰]
- عضویت در شورای بازنگری قانون اساسی[۱۴]
- کرسی علمی درس خارج فقه حوزه[۱۴]
- عضو هیئت تعیین حدود تعزیرات[۲۱]
- عضو هیئت مؤسس دانشگاه علوم پزشکی فاطمیه قم[۲۲]

## عضویت در هیئت سه نفره حل اختلاف
در ۱۲ فروردین ۱۳۶۰ هیئت حل اختلافی مرکب از مهدوی کنی (نمایندهٔ خمینی)، شهاب‌الدین اشراقی (نمایندهٔ بنی‌صدر) و محمد یزدی (نمایندهٔ مجلس و رجایی)  تشکیل گردید.
هیئت در ۱۰ خرداد ۱۳۶۰ بنی صدر را در مواردی از جمله مطرح کردن موضوعات اختلاف‌برانگیز در سخنرانیها و مصاحبه‌های خود متخلف شناخت.بنی‌صدر نظر هیئت را قبول نکرد و مراجعه به آرای عمومی را راه حل اختلافات دانست.

## ریاست قوه قضائیه
محمد یزدی به مدت ۱۰ سال در سال‌های ۱۳۶۸ تا ۱۳۷۸ ریاست قوه قضائیه را برعهده داشته‌است. در دوره ریاست وی، دست‌کم ۲۶ نفر سنگسار شدند و یک نفر با پرت شدن از بلندی اعدام شده‌است. در این دوره دست‌کم هفت نفر گردن زده شدند و حکم قطع عضو دست‌کم ۴۲ نفر اجرا شده‌است. مدیریت او در قوه قضاییه به گونه‌ای بود که هاشمی شاهرودی، جانشین او در ریاست قوه قضاییه در این باره گفت، «ویرانه قضایی  تحویل گرفتم»

## مجلس خبرگان رهبری
محمد یزدی در دوره اول مجلس خبرگان رهبری کاندیدای استان بوشهر بود که به‌دنبال عدم کسب رأی و اعتراض یکی دیگر از نامزدان، انتخابات این حوزه باطل گردید. او از آن پس در دوره‌های دوم تا چهارم خبرگان از استان تهران نماینده بوده و در سال پایانی دوره چهارم، رئیس مجلس خبرگان بود. او در دوره پنجم از انتخاب مجدد و عضویت بازماند.

### نمایندگی ادوار دوم تا چهارم مجلس خبرگان رهبری
یزدی اولین بار در دومین دورهٔ مجلس خبرگان رهبری به نمایندگی از استان تهران برگزیده شد و تا دورهٔ چهارم در این مجلس عضویت داشت. او عضو کمیتهٔ سری سه نفره‌ای بوده‌است که وظیفهٔ بررسی صلاحیت افراد برای رهبری آینده را بر تبصره یک ماده ۵۰ آیین‌نامه داخلی بر عهده دارد.

### ریاست خبرگان
او در هفدهمین اجلاس مجلس خبرگان رهبری که ۱۹ اسفند ماه سال ۱۳۹۳ در تهران برگزار شد، با اکثریت آرای اعضا به ریاست این مجلس رسید. در دور اول رأی‌گیری، به جز یزدی اکبر هاشمی رفسنجانی، محمود هاشمی شاهرودی و محمد مؤمن هم نامزد بوده‌اند، اما هاشمی شاهرودی به دلیل تعدد کاندیداها انصراف داد. رأی‌گیری در دور اول به دلیل به حد نصاب نرسیدن آرا به دور دوم کشیده شد و محمد یزدی و هاشمی رفسنجانی به دور دوم رفتند و در این دور یزدی با کسب ۴۷ رأی از مجموع ۷۳ رأی مأخوذه توانست به عنوان رئیس مجلس خبرگان انتخاب شود. این در حالی بود که وی در ضعف جسمانی شدیدی به‌سر برده و پیش از این در سال ۱۳۸۸ به دلیل ناتوانی جسمی از عضویت در مجلس خبرگان استعفاء کرده بود و تنها با استعفای او از دبیرخانه خبرگان موافقت شده بود.

### انتخابات دوره پنجم خبرگان
یزدی که سِمت دبیرکلی جامعه مدرسین حوزه علمیه قم و ریاست خبرگان چهارم را بر عهده داشت، در انتخابات سال ۱۳۹۴ مجلس خبرگان رهبری رأی لازم را نیاورد و از ادامهٔ حضور در مجلس خبرگان بازماند.
در ۲۰ اسفند ۱۳۹۴ شمسی، علی خامنه‌ای، رهبر ایران که پیش از انتخابات نیز دربارهٔ برنامه‌ریزی برای حذف برخی چهره‌ها از مجلس خبرگان هشدار داده بود، در حمایتی آشکار از یزدی، در مورد رأی نیاوردن او و محمدتقی مصباح ابراز نارضایتی کرده و نبودن آن‌ها در مجلس خبرگان پنجم را مایهٔ خسارت دانست.

### انتخابات میان‌دوره پنجم خبرگان
یزدی در اسفند ۱۳۹۸، به همراه محمد تقی مصباح یزدی برای انتخابات میان دوره‌ای خبرگان نامزد شد. محمد یزدی با شرکت در انتخابات میان دوره خبرگان از حوزه استان قم توانست به عنوان تنها نامزد در زمان اخذ رای با حذف ۲۶ تن از رقبای خود از طریق شورای نگهبان که خودش نیز عضو آن بود، با کسب تقریباً ۳۰ درصد آرا، به مجلس خبرگان راه یابد. یزدی پیش از تحلیف برای آغاز دوره نمایندگی خود در خبرگان پنجم درگذشت.

## اتهام فساد مالی
محمد یزدی در سال ۱۳۸۷ توسط عباس پالیزدار عضو کمیته تحقیق و تفحص مجلس شورای اسلامی به فساد مالی متهم شد. به قول پالیزدار:  "پرونده محمد یزدی»، رییس قوه‌قضاییه آن‌قدر قطور بود که تا سطح میز ناهارخوری بالا می‌آمد. یکی از پرونده‌های او زمین‌خواری حدود ۳ هزار هکتار از اراضی جنگل‌های شمال خلیل‌محله عباس‌آباد بهشهر است. پرونده دیگر او پرونده لاستیک دنا است که به اسم خصوصی‌سازی، بدون پرداخت ریالی آن را از آن خود کرد و پرونده دیگر، او پرونده منزل شخصی اوست که برای خرید‌اش به «ذاکر احمدی»، رییس دادگستری وقت استان هرمزگان نامه می‌زند و دستور می‌دهد یک میلیارد به حساب‌اش واریز کند و او بار لنج‌های مردم را توقیف، فروخته و به حساب یزدی واریز می‌کند. چنین شخصیتی رییس قوه قضاییه ما بود."
عباس پالیزدار علاوه بر محمد یزدی ۴۴ نفر دیگر را هم متهم به فساد مالی کرده بود که برای هیچ کدام آن‌ها دلیل متقین ارائه نکرد. علاوه بر این مسئله ایشان از هاشمی رفسنجانی در طی نامه‌ای عذرخواهی خود را بابت بی‌دقتی در جمع آوری پرونده‌ها اعلام کرد.

## موضعگیری‌ها

### حمله به صادق لاریجانی
در مرداد ۱۳۹۸، محمد یزدی در یک سخنرانی در قم، به صادق آملی لاریجانی حمله کرد و گفت: «فلانی می‌گوید اگه این کار را نکنید نجف می‌روم! خوب بروید، آیا با رفتن شما قم به‌هم می‌خورد؟ شما در قم بودن‌تان هم خیلی مؤثر نبود؛ چه رسد که نجف بروید». محمد یزدی همچنین بدون نام بردن از اکبر طبری، معاون اجرایی دفتر صادق لاریجانی گفت: «رئیس دفتری که ده سال جای مهمی را اداره کرده دستگیر می‌شود، بعد اعتراض می‌کند که چرا گرفتید؟ به اسم مدرسه علمیه، کاخ ساختند!... از کجا آوردی ساختی؟»
صادق لاریجانی در پاسخ گفت که: «بنده سینه‌ام خزانه‌الاسرار اتهامات مجموعه‌ای از معاونان، قائم‌مقامان و آقازاده‌های مسئولان و شخصیت‌هاست» و در پاسخ به ساختن حوزه علمیه مجلل گفت که این مدرسه از دوره پدرش میرزا هاشم آملی «وقف» بوده‌است. صادق لاریجانی در واکنش به مطالب مطرح شده دربارهٔ مجلل بودن این ساختمان به محمد یزدی نوشت: «اگر مقصودتان ظاهر آن است، همین ساختمان‌هایی که شما از آن استفاده می‌کردید هم همین‌طور بود: ساختمان مرکز تحقیقات دبیرخانه خبرگان که با لطایف‌الحیل از دست مسئولان آن وقت درآوردید و به عنوان نائب رئیس مجلس خبرگان محل کار خود قرار دادید، در همین قد و قواره و وزن بود، نفرمودید کاخ ساخته‌اند، بلکه با اشتیاق تمام به آن ساختمان نقل مکان فرمودید».
لاریجانی در بخشی از نامه خطاب به محمد یزدی نوشت: «شما به‌جز داد و قال، توهین به مسئولان و بزرگان، افترا زدن و تحقیر کردن، آیا کار دیگری هم کرده‌اید؟؛ شما با آیت‌الله شبیری چه کرده‌اید؟» وی در ادامه نوشت: «شما در عرصه تحقیق و پژوهش‌های علمی چه کرده‌اید»، و گفت: «کافی است کسی نیم‌نگاهی به حاشیه‌های محمد یزدی بر کتاب القضاء بیندازد تا معلوم شود حد تحصیلات جنابعالی و استفراغ وسعتان در باب استنباط احکام».
لاریجانی دربارهٔ موقعیت محمد یزدی در شورای نگهبان نیز گفت: سخنان شما مرا ملزم می‌کند اشاره کنم که در جلسات شورای نگهبان «سخنان غیردقیق، غیرمستدل و حتی نامربوط شما برای اعضا روشن است؛ اگر سکوت می‌کنند و چیزی نمی‌گویند، حرمت پیرمردی شما را پاس می‌دارند». صادق لاریجانی اشاره کرد که در یک جلسه شورای نگهبان، وی دربارهٔ یک موضوع جدید بحث می‌کرده ولی محمد یزدی «به خیال آن‌که هنوز بحث در مسئله قبلی است که راجع به آن رای‌گیری شده… مثل همیشه» شروع کرده‌است «به داد و قال کردن و توهین کردن و همه هاج و واج مانده بودند که شما چه می‌گویید». وی سپس پرسید: «جناب یزدی، بنده که طبق نوبت و در مسئله جدید بحث می‌کردم. شما در چه عوالمی بودید؟! البته این‌گونه مشکلات از ناحیه جنابعالی در شورای نگهبان کم نیست. ما از شما فهم کلمات محقق نائینی و محقق عراقی و محقق اصفهانی را نمی‌خواهیم که انتظارش بی‌مورد است! اما دقت در همین عبارت‌های فارسی قوانین مصوب مجلس و دقت در بررسی خلاف قانون یا خلاف شرع بودن آنها انتظار به حقی است که متأسفانه گاه این هم مفقود است».

### نامه سرگشاده به شبیری زنجانی
در ۵ آبان ماه ۱۳۹۷ نامه‌ای سرگشاده با امضای محمد یزدی دبیرکل جامعه مدرسین حوزه علمیه قم خطاب به سید موسی شبیری زنجانی (از مراجع مشهور تقلید) منتشر شد که به دلیل ملاقات وی با بزرگان اصلاح طلب از جمله محمد خاتمی و عبدالله نوری و موسوی خویینی‌ها (که بعضی سابقاً از شاگردان وی بوده‌اند) به وی اعتراض کرد و این ملاقات را موجب ناراحتی و تعجب خواند و خواستار عدم تکرار چنین مواردی شد.
لحن این نامه، واکنش‌های متفاوتی در میان بعضی مراجع، علما، حوزویان و دانشگاهیان بود و بازتاب گسترده در فضای مجازی و روزنامه‌ها به دنبال داشت. از جمله این واکنش‌ها، استعفاء عندلیب همدانی (عضو شورای عالی جامعه مدرسین حوزه علمیه قم) از این شورا بود. سید محمد غروی از اعضای جامعه مدرسین آن را خطای استراتژیک از طرف یزدی دانست. هاشم‌زاده هریسی، محسن غرویان، بیات زنجانی حفظ حرمت مرجعیت را متذکر شدند. جمعی از طلاب نیز با ارسال نامه سرگشاده‌ای خطاب به رئیس جامعه مدرسین، از انتشار نامه او ابراز تأسف و تأثر کردند. علی مطهری در واکنش به این نامه اظهارات یزدی را تهدیدآمیز و موجب وهن روحانیت و حوزه توصیف کرد. علی شکوری‌راد دبیرکل حزب اتحاد ملت هم خطاب به محمد یزدی نوشت، شما به‌خوبی مقام علمی، اخلاقی و مرجعیت شبیری زنجانی را می‌دانید. این نوع حرمت شکنی حریمی را باقی نمی‌گذارد.
۵۵۱ استاد حوزه علمیه در این بیانیه ای اعلام داشتند: تکریم مرجعیت لازم و ضروری است/ نمی‌توان نسبت به حمله به آیت‌الله یزدی بی‌تفاوت بود. علی‌اکبر مسعودی خمینی خطاب به یزدی: نامه شما توهین آمیز بود/ نباید علیه مرجع تقلید اقدام می‌کردید. حسینی زنجانی به جامعه مدرسین حوزه علمیه قم: انتظار می‌رود جامعه مدرسین کوتاهی صورت گرفته را جبران کند. سید محمد غروی: نامه آقای یزدی خطای استراتژیک بود. به‌دنبال این موضعگیری یزدی، بعضی مراجع و علمای حوزه دیدارهایی با سید موسی شبیری زنجانی داشته و از وی تجلیل و دلجویی کردند. مجمع عمومی جامعه مدرسین حوزه علمیه قم: «نامه آیت‌الله یزدی در راستای صیانت از جایگاه مرجعیت و دفاع از نظام بود». محسن اراکی عضو هیئت رئیسه جامعه مدرسین با تأکید بر این مطلب که این دست نامه‌نگاری‌ها روش متعارفی بین علما بوده است. اظهار داشت: «... حرمت مقام مرجعیت حفظ شده است حرمت مقام فقاهت ([یزدی]) نیز باید حفظ شود.»

### مخالفت با مرجعیت سید جواد علوی بروجردی
محمد یزدی در زمان تصدی ریاست جامعه مدرسین حوزه علمیه قم با اذعان به نقش محوری این تشکل در اعلام مرجعیت، به دنبال مطرح شدن مرجعیت سید جواد علوی بروجردی (نوهٔ مرجع بزرگ شیعه آیت‌الله بروجردی و عهده‌دار تولیت و موقوفات وی) با آن صریحاً مخالفت کرده و یادآور شده است که «همه نباید در حوزه مرجع بشوند.» که این موضعگیری واکنشهایی در پی داشت. سید جواد علوی بروجردی ظاهراً در پاسخی اعلام داشته در مذهب شیعه، مرجعیت آزاد است.

## تحریم
وزارت خزانه‌داری آمریکا در ۲۰ فوریهٔ ۲۰۲۰ محمد یزدی را به همراه چهار عضو دیگر شورای نگهبان به‌دلیل جلوگیری از انتخابات آزاد در ایران، تحریم کرد.
برایان هوک، نمایندهٔ پیشین وزارت خارجهٔ ایالات متحده در امور ایران گفت: «نام احمد جنتی و محمد یزدی از اعضای شورای نگهبان در تحریم جدید آمریکا قرار دارد. آن‌ها مردم ایران را از حق خودشان محروم می‌کنند. ما با تحریم‌های خود، افرادی را هدف می‌گیریم که آزادی و انتخابات آزاد را از مردم گرفته‌اند.»

## زندگی شخصی
محمد یزدی دارای چهار فرزند پسر و یک دختر بود. پسران وی به نام‌های مهدی و مجید، روحانی هستند. مهدی یزدی فرزند وی در قم به حکم پدرش به کار قضاوت در دادگاه مشغول است. دختر وی «ملیکه» که با حکم پدر خود به عنوان رئیس دفتر امور زنان قوهٔ قضاییه منصوب شد. او همسر محمدرضا تخشید رئیس دانشکدهٔ حقوق دانشگاه تهران است و نوهٔ محمد یزدی به اسم «زهرا تخشید» نیز در آمریکا مشغول به تحصیل است.
یزدی در خاطرات خود نقل می‌کند که اولین فرزند او دختری بوده که مبتلا به بیماری غش کردن بوده‌است و پس از آن‌که وی بزرگ شد و بیماری‌اش ادامه یافت، از خداوند خواسته‌است او را از دنیا ببرد:
وقتی به حج رفتم، در ذهنم بود که می‌گویند در اولین سفر زیارتی به بیت الله، سه حاجت از حوائجی که زائر از خدا بخواهد، قطعاً روا می‌شود. این مطلب را هم از زبان بزرگان و هم در کتاب شرایع در فصل مربوط به حج خوانده بودم. به هر حال وقتی به کنار دیوار خانه خدا رسیدم، در حجر اسماعیل، نخستین حاجتم را از خدا خواستم، عرض کردم: "خدایا! این دختری که به ما داده‌ای، از آنجا که بنده به لحاظ طلبگی تعلق به امام زمان (عج) دارم، این هم ناموس امام زمان محسوب می‌شود؛ لذا برای من ناگوار است که این دختر در کوچه زمین بخورد و بیهوش شود و رهگذران او را به این وضع ببینند؛ بنابراین اگر قابل شفا یافتن است، او را حفظ کن و گرنه، خیر.
مصاحبه با خشت‌خام
یزدی در خشت‌خام گفت: امام در یکی از جلسات به صراحت اعلام کردند که تا زمانی که مجاهدین دست به اسلحه نبرند، نباید به فعالیت‌های آن‌ها توجهی کرد و این نگرش نشان‌دهنده درک عمیق ایشان از شرایط و تهدیدات موجود بود.
همچنین در خشت‌خام گفت: آقای هاشمی از ابتدا با مجاهدین خلق مخالف بود و این موضع در زندان نیز برای او ادامه داشت.

## درگذشت
محمد یزدی که در یازدهم آبان ۱۳۹۹ به علت عوارض جسمی و کهولت سن از عضویت در شورای نگهبان استعفا داده بود، در ۱۹ آذر ۱۳۹۹ درگذشت. علت مرگ وی بیماری گوارشی اعلام شد.